# 延世大学校 韓国語学堂
延世大学校 韓国語学堂は、大韓民国ソウル特別市西大門区延世路50に本部を置く朝鮮語の教育機関である。1959年に設置された。単に「語学堂」と呼ばれることもある。英称は「Yonsei University Korean Language Institute」（略称:KLI）である。

## 概観
朝鮮語を母語としない人たち（外国人・在外コリアンなど）を対象に朝鮮語教育を実施する機関であり、延世大学校の附属教育機関である言語研究教育院に所属する。1959年4月の発足以来、147カ国132,701人が勉強し（2016年データ。同機関のウェブサイトより）、同様の機関の中では規模・歴史の面から群を抜いている。
朝鮮語学習者の間では、世界的に知名度が高い。また、韓国国内でも、外国人が朝鮮語を学ぶと言えば先ずこの機関が連想されるほど、その存在が一般の人々に広く知られている。また、他大学の朝鮮語教育機関（各校ごとに名称は違う）も「語学堂」と呼ばれることが多い。

## 施設
- 所在地：大韓民国ソウル特別市西大門区延世路50
- 交通アクセス：地下鉄2号線・新村駅から徒歩20分、梨大駅から徒歩15分。

延世大学校・新村キャンパスの東端に専用の建物（地上6階・地下1階）を有している。建物の内部には、講義室、講堂、相談室、料理実習室などの施設を備えている。
キャンパスの東端にあるため、大学正門からよりも東門からのアプローチが便利である。また、語学堂近くの国道にかかる歩道橋を渡ると梨花女子大学校の裏門に出るが、ここから同大キャンパス内を通り抜けて、梨大駅へ歩いて行ける。余談だが、梨花女子大の言語教育院（同様に外国人・在外コリアンなどを対象に朝鮮語教育を行う。男女共学）も国道を挟んだ至近距離にある。

## 沿革
- 1959年 4月 - 延世大学校の付属教育機関として発足。朝鮮語専門の教育機関の設立は、同国初。
- 1997年12月 - 米・ロサンゼルスに分校を設置。

## 教育課程
正規課程1日4時間の授業（午前、午後クラス開設）を週5日履修する課程。初級は「1級」であり、学習が進むにつれ「2級」「3級」などと進級していく。1年半で6級まで履修するコースが設置されている。
大学韓国語課程韓国で大学進学を希望する学習者を対象にした課程。
夜間課程
最高級韓国語課程卒業者を対象にした上級クラス。
夏季特別課程毎年6月末~7月末に開設される。主にアメリカ、在外コリアンが受講する。
3週短期課程毎年2、3、5、8、9月に開設される。

## 主な留学生
- 黒田勝弘（産経新聞ソウル支局長）：1978-1979年に在学。
- 伊豆見元（国際政治学者）：1980-1981年に在学。
- 若宮啓文（ジャーナリスト）：1981年に在学。
- 太田修（同志社大学教授。韓国近現代史）：1989年に在学
- 古賀聡（映画評論家）：1990年に在学
- 鷺沢萠（小説家）：1993年に在学。
- 青木理（ジャーナリスト）：1997-1998年に在学。
- アンミカ（ファッションモデル）：2002-2003年に在学。
- ひろたみゆ紀（ニッポン放送アナウンサー）：2009-2010年に在学。